# 浄州路

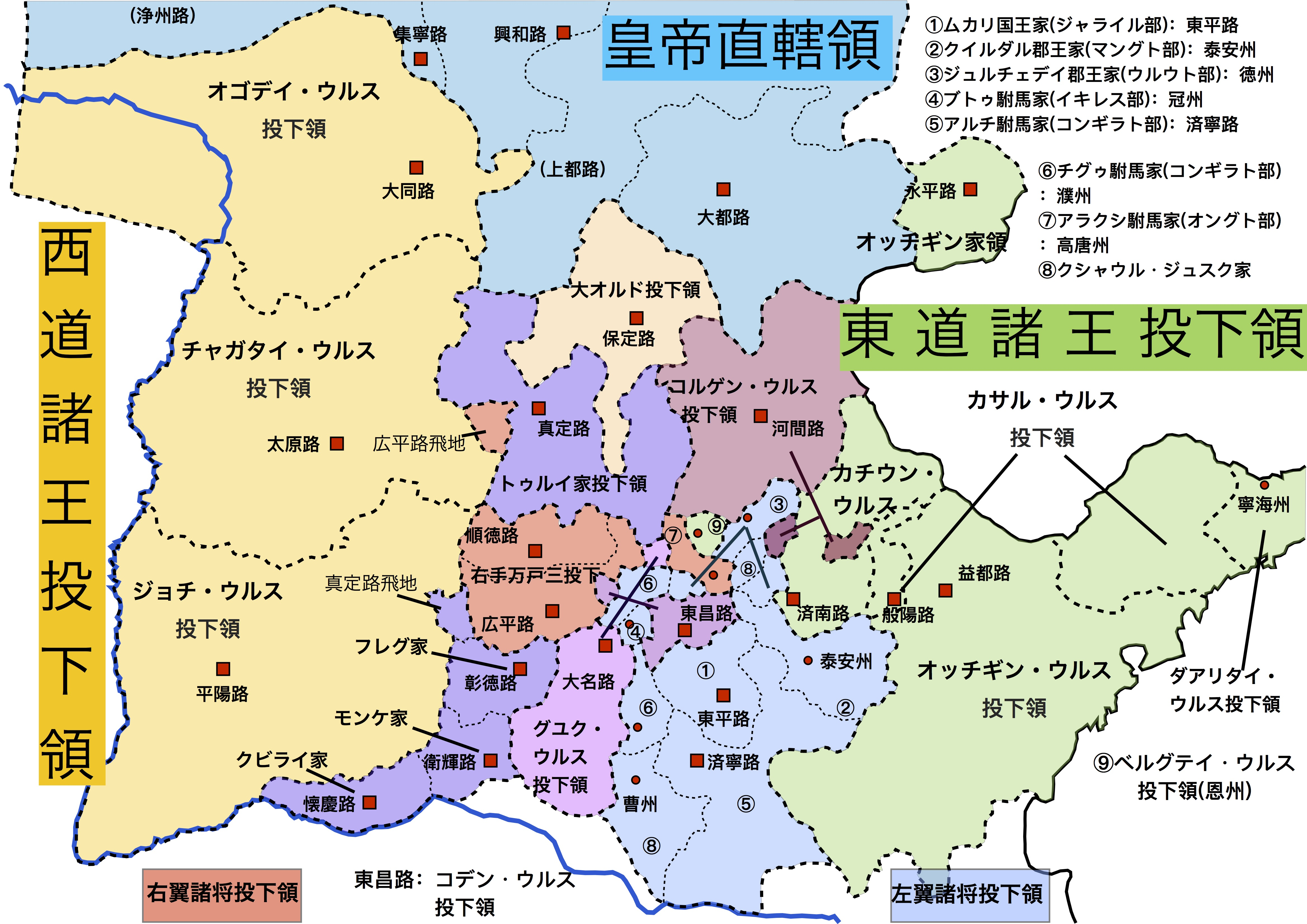
モンゴル時代の華北投下領。浄州路は左上に位置する。

浄州路（じょうしゅうろ）は、中国にかつて存在した路。モンゴル帝国および大元ウルスの時代に現在の内モンゴル自治区ウランチャブ市一帯に設置された。

## 歴史
『元史』巻58志10地理志1は浄州路について具体的な記録を残しておらず、設置年代・位置などについては不明な点が多い。
しかし、『元史』巻143馬祖常伝には「オングト部出身の馬祖常は先祖代々浄州天山に住んでいた…」との記述があり、陰山山脈一帯を遊牧地とするオングト部の領域下にあったと見られる。

## 管轄県
浄州路には天山県という県のみが設置されていた。